# Aspnäskyrkan
Aspnäskyrkan är en pingstkyrka i Järfälla i nordvästra Stockholm med visionen "Upptäck tron, dela hoppet, fördjupas i kärlek".

## Historia
Församlingen bildades i november 1974 när 190 järfällabor valde att lämna filadelfiaförsamlingen i Stockholm. 
Då Järfälla kommun under denna tid var i sitt mest expansiva skede ville de som bildade församlingen satsa på sin lokala förort istället för församlingen inne i stan.

## Lokal
Hösten 1976 invigdes kyrkolokalen Aspnäskyrkan på Hästskovägen 65 i Jakobsberg.  

## Ordinarie föreståndare
- 2021 - Johan Valinder och Markus Kankaanpää
- 2012 - 2019: Gustav Sjöqvist
- 2004 - 2012: Marcus Sönnerbrandt
- 1991 - 2002: Sören Perder
- 1980 - 1990: Kjell Waern
- 1974 - 1980: Kjell Sjöberg